# 事前審査 (運転免許)
事前審査（じぜんしんさ）とは、運転免許試験場や自動車教習所などで、オートバイを適切に取り扱えるかを見るための審査である。

## 概要
不安定な構造であるオートバイは常に転倒の危険にさらされているため、適切に扱うことを目的として行われている。特に大型自動二輪車は排気量も車体も大きいため、転倒や他車との衝突で死亡や重傷となりやすいことが多いため、運転免許試験場では、一発試験の前にこの事前審査に合格してから試験を開始する。自動車教習所においても大型自動二輪車の事前審査は行われている他、普通自動二輪車においても事前審査を行っているところもあり、これに合格しなければ大型自動二輪車の場合、普通自動二輪車を持たず、免許なしや原付・小特・大特・四輪免許しかない場合は普通自動二輪車又は小型自動二輪車からステップアップ教習として開始するか普通自動二輪車に移行することが多い。普通自動二輪車の場合でも、不合格なら慣れるまで小型自動二輪車を使って教習を進める、小型自動二輪車に移行することが多い。運転免許試験場では、普通自動二輪車の事前審査は行われない。小型自動二輪車は運転免許試験場や自動車教習所でも事前審査は行われない。ただし、小型自動二輪車から普通自動二輪車への限定解除審査の場合には行われる。

## 内容
運転免許試験場と自動車教習所で手順は違うが基本的には同じである。
スタンドのかけ方・戻し方
センタースタンドのかけ方
車体を垂直にしてハンドルをまっすぐにし、右足でセンタースタンドを出してスタンドの両足に地面に接地し右手をハンガーに持ち替え右足に全体重をかけるようにスタンドを踏みこんで右手で一気に引き上げる
センタースタンドの戻し方
MTの場合はギアをニュートラルの状態、ATの場合はそのままにし、両手でハンドルを持ってハンドルをまっすぐにし一度手前に引いて反動を利用して車体を前に押し出してスタンドが戻ってすぐ前輪ブレーキをかけて車体を少し左に傾けて、腰で支える
サイドスタンドのかけ方
サイドスタンドの位置を目で確認し右足をフックにかけ、サイドスタンドを立て、ゆっくりと車体を左側に傾けサイドスタンドを地面に接地させハンドルを左に切り車体を安定させる。
サイドスタンドの戻し方
両手でハンドルを持って左に切ってあるハンドルまっすぐにし、垂直に保ったまま、サイドスタンドを浮かせ、スタンドの位置に目で確認し、右足にフックをかけ、右足でサイドスタンドを払う。
取り回し
エンジンをかけずに押して歩く。方向転換や出入れの時に必要で、転倒しないように危険な時にすぐ止められるように安全な取り回しができるかをみる。
前進
両手でハンドルを持って、車体をまっすぐにしてから押し込む。このとき、いつでもブレーキがかけられるようにしておく
後退
左手でハンドルを持って、車体をまっすぐにしてからゆっくり押し込む。
8の字
左カーブの場合、車体を左に傾け、腰で支えながら小股で歩きながら自然に曲がるようにする。右カーブの場合、左カーブより車体の傾きを少なくしてハンドルを切って左手で押し込む感じで少し大股で歩きながら曲がるようにする。この際、車体から離れすぎると不安定になるため、離れすぎないようにし、ときどき前輪ブレーキで止めるようにする。急ブレーキをかけるとバランスを崩すため、注意が必要である。
引き起こし
転倒した際に、重い二輪車に余分な力を加えず楽に安全に倒れた車体を引き起こせるかをみる。
ハンドルとハンガーを持って引き起こす場合
転倒した方向にハンドルをいっぱいに切ってハンドルとハンガーを持って、膝と腰の間に車体を密着させ、腕の力を使わず、膝と腰に力を入れて一気に引き起こし体が車体から離れすぎないようにしながら1、2歩近づいて車体を引き起こす。この際、MTの場合はギアを入れておくと車輪が動かず楽に引き起こしができる。
両手でハンドルを持って引き起こす場合
腰をタンクに密着し腰でタンクを持ち上げる。
転倒した方向のハンドルを両手で持って引き起こす場合
ハンドルをいっぱいに切って両手でハンドルを持って一気に引き起こす
右側から引き起こす場合
起こす前にサイドスタンドを出し、起こした後にサイドスタンドによりかからせる。この際ゆっくり慎重に傾ける。
支え方
左側に立った状態
両手でハンドルを持ち、車体を垂直に保ち、ハンドルは切らずにまっすぐにする。慣れてきたら片手でハンドルを持ったまま車体を少し左や右に傾ける。
跨った状態
二輪車に跨って踵を地面にきちんとつけた状態から両足で支える。つま先には均等の重さがくるようして、少しずつ左や右に傾ける。慣れてきたら反対側の足をステップにかけた状態で傾ける。ハンドルは必ずまっすぐにする。